# Agence des droits fondamentaux de l'Union européenne
Pour les articles homonymes, voir FRA.
L’Agence des droits fondamentaux de l'Union européenne (en anglais, European Union Agency for Fundamental Rights, Fundamental Rights Agency ou FRA) est une agence communautaire créée le 15 février 2007 par un règlement du Conseil en remplacement de l'Observatoire européen des phénomènes racistes et xénophobes. Elle est basée à Vienne, en Autriche.

## Création
| RÈGLEMENT (CE) N° 168/2007 DU CONSEIL du 15 février 2007 portant création d'une Agence des droits fondamentaux de l'Union européenne |
| (7) Il y a donc lieu de créer, en développant l'actuel Observatoire européen des phénomènes racistes et xénophobes, une Agence des droits fondamentaux de l'Union européenne qui fournirait aux institutions et aux autorités compétentes de la Communauté et aux États membres, lorsqu'ils mettent en œuvre le droit communautaire, des informations, une assistance et des compétences en matière de droits fondamentaux, afin de les aider à respecter pleinement ces derniers lorsque, dans leurs domaines de compétence respectifs, ils prennent des mesures ou définissent des actions. |

## Description
Le respect des droits de l'homme et des libertés fondamentales est une valeur commune, partagée par tous les États membres de l'Union européenne. Conformément à l'article 6 du traité sur l'Union européenne : 

« L'Union respecte les droits fondamentaux, tels qu'ils sont garantis par la Convention européenne de sauvegarde des droits de l'homme et des libertés fondamentales, signée à Rome le 4 novembre 1950, et tels qu'ils résultent des traditions constitutionnelles communes aux États membres, en tant que principes généraux du droit communautaire. »

L'Agence a pour objet de fournir aux institutions et autorités compétentes de l'Union et des États membres une assistance et des compétences en matière de droits fondamentaux lorsqu'ils mettent en œuvre le droit communautaire, ainsi que de les aider à prendre des mesures et à définir des actions appropriées.

## Rôle de l'Agence
L'Agence a cinq responsabilités : 
- Collecter, analyser  et diffuser des données fiables et objectives.
- Améliorer la comparabilité et la fiabilité des données à l'aide de nouvelles méthodes et normes.
- Réaliser et/ou favoriser la réalisation de travaux de recherche et d'études dans le domaine des droits fondamentaux.
- Formuler et publier des conclusions et des avis sur des sujets spécifiques, soit de sa propre initiative, soit à la demande du Parlement européen, du Conseil ou de la Commission.
- Favoriser le dialogue avec la société civile, afin de sensibiliser le grand public aux droits fondamentaux.

L'Agence couvre en principe l'ensemble des droits énoncés dans la Charte des droits fondamentaux de l'Union européenne, mais la Commission a choisi de restreindre le domaine d'action de la nouvelle agence à certains domaines thématiques, redéfinis au fur et à mesure. Il s'agit d'une « agence d'observation et d'évaluation à vocation spécialisée dans les politiques de l'Union. »
Le choix des domaines thématiques à approfondir fait l'objet de consultations à différents niveaux, y compris au sein du Parlement européen.
L'Agence traite aussi des droits des personnes LGBT contre les discriminations basées sur l'orientation sexuelle et identité sexuelle.
L'Agence n'est pas habilitée à traiter de plaintes individuelles ni à prendre des décisions règlementaires.

## Organes de l'agence et fonctionnement
Elle est composée des quatre instances suivantes :
- un directeur, responsable de la gestion quotidienne de l'Agence, ainsi que de la préparation et de la mise en œuvre du programme de travail annuel ;
- un conseil d'administration, chargé de veiller au bon fonctionnement de l'Agence, d'établir le projet de budget et les programmes de travail et d'assurer le suivi de leur mise en œuvre ;
- un bureau exécutif, chargé d'assister le conseil d'administration ;
- un comité scientifique, chargé de garantir la qualité scientifique des travaux de l'Agence.

Elle travaille en lien étroit avec la société civile pour échanger les informations grâce à un réseau de coopération, appelé « plate-forme des droits fondamentaux » constitué d'organisations non gouvernementales de défense des droits de l'homme, de syndicats et d'organisations patronales, d'organisations socio-professionnelles compétentes, d'églises, d'organisations religieuses, philosophiques et non confessionnelles, d'universités et d'autres experts compétents d'organisations et d'organes européens et internationaux.

## Compléments